# Anticon Records
Anticon es un sello discográfico independiente de la Bahía de San Francisco fundado en 1998. El sello es propiedad de los siete socios fundadores y un gerente.

## Artistas relacionados con Anticon
Anticon Records es propiedad de los siguientes artistas y el gerente Baillie Parker:
- Sole (Tim Holland)
- Alias (Brendon Whitney)
- Doseone (Adam Drucker)
- Jel (Jeff Logan)
- Odd Nosdam (David Madson)
- Pedestrian (James Brandon Best)
- Why? (Yoni Wolf)

Entre los artistas y bandas activas se encuentran:
- Bracken (Chris Adams)
- Dosh (Martin Dosh)
- Alias & Tarsier (Brendon Whitney y Rona Rapadas)
- Telephone Jim Jesus (George Chadwick)
- Themselves (Doseone y Jel)
- 13 & God (Proyecto entre The Notwist y Themselves)
- SJ Esau
- Thee More Shallows
- Dj Mayonnaise (Chris Greer)
- Odd Nosdam (David Madson)
- Sole y Skyrider Band
- Alias

Artists que han contribuido en el pasado pero que no siguen activos son Buck 65, Sage Francis y Slug (de Atmosphere).

### Colaboradores
La siguiente lista de artistas están, o han estado, ligados a Anticon:
- Dax Pierson
- Darc Mind
- Mr Dibbs
- DJ Signify
- Eyedea
- DJ Abilities
- J. Rawls
- Moodswing9
- Circus
- Controller7
- Boom Bip
- JD Walker
- Josh Martinez
- Sixtoo
- Matth
- Fog
- Andrew Broder
- Hood
- Hrvatski
- Electric Birds
- John Herndon de Tortoise
- Stefanie Bohm (Ms. John Soda)
- Jessica Bailiff
- Tarsier
- Boards of Canada